# محوطه سوراخ گرگک ۲
محوطه سوراخ گرگک ۲ مربوط به دوران پارینه‌سنگی است و در شهرستان کوهرنگ، بخش مرکزی، دهستان شوراب تنگزی، ۵/۹۶ کیلومتری شرق چلگرد به خط مستقیم، بالای یال جنوبی کوه سوراخ گرگک واقع شده و این اثر در تاریخ ۲۷ اسفند ۱۳۸۷ با شمارهٔ ثبت ۲۶۳۰۲ به‌عنوان یکی از آثار ملی ایران به ثبت رسیده است.